# Galaxy 6
O Galaxy 6 (G-6), antigo Westar 6S, foi um satélite de comunicação geoestacionário construído pela Hughes, ele era de propriedade da PanAmSat, que foi adquirida pela Intelsat. O satélite foi baseado na plataforma HS 376. O mesmo foi retirado de serviço em janeiro de 2003 e foi movido para a órbita cemitério.

## História
O Galaxy 6 fazia parte da série de satélites Galaxy 376 foram construídos na década de 1980 e 1990 pela Hughes Space and Communications Company, incorporando novas tecnologias à medida que se tornaram disponíveis. Originalmente operados pela Hughes Communications, Inc., a frota Galaxy foi transferido para PanAmSat em maio de 1997 quando a PanAmSat e Hughes Communications Galaxy se mesclaram. A nova empresa era a maior operadora de propriedade privada de satélite do mundo.
A PanAmSat que operava o satélite foi comprada pela Intelsat, em agosto de 2005, por um total de 4,3 bilhões de US $ em um acordo que foi concluído em julho de 2006.
O satélite Galaxy 6 foi inicialmente de propriedade e operado pela Hughes Communications Inc. (HCI), com o aumento da capacidade do sistema ele serviu como uma reposição em órbita para outros Galaxy/Westar. Ele forneceu transmissão de vídeo e transmissões para usuários ocasionais, incluindo o cabo local e estações de TV. Construído pela Hughes Space and Communications Group, o Galaxy 6 era equipado com  24 transponders em banda C, cada um com capacidade para acomodar um sinal de vídeo analógico ou uma combinação de sinais de vídeo, áudio e dados compactados. O satélite foi um dos satélites da série Hughes HS 376, com 2,1 m de tambor de pé 6,6 m de altura, com antena refletora e painéis solares implantados. Foi posicionada acima de 91 graus oeste, cobrindo os EUA continental. Ele iniciou suas operações comerciais em 29 de outubro de 1990, e tinha uma expectativa de vida útil de 13 anos.
O satélite saiu de serviço em janeiro de 2003 e foi enviado para a órbita cemitério.

## Lançamento
O satélite foi lançado com sucesso ao espaço no dia 12 de outubro de 1990, abordo de um foguete Ariane 44L H10 lançado a partir da Base de lançamento espacial do Centro Espacial de Kourou, na Guiana Francesa, juntamente com o satélite SBS-6. Ele tinha uma massa de lançamento de 1.397 kg.

## Capacidade
O Galaxy 6 era equipado com 24 (mais 6 de reserva) transponders em banda C.